# Le Passé et le Présent
Pour plus de détails, voir Fiche technique et Distribution.
Le Passé et le Présent (O Passado e o Presente) est un film portugais réalisé par Manoel de Oliveira, sorti en 1972.

## Synopsis
Vanda est plusieurs fois veuve. Elle vénère ses anciens maris autant qu'elle dénigre son mari actuel.

## Fiche technique
- Titre original : O Passado e o Presente
- Titre français : Le Passé et le Présent
- Réalisation : Manoel de Oliveira
- Scénario : Manoel de Oliveira d'après la pièce de théâtre de Vicente Sanches
- Pays d'origine : Portugal
- Format : Couleurs - 35 mm - Mono
- Genre : comédie
- Durée : 115 minutes
- Date de sortie : 1972

## Distribution
- Maria de Saisset : Vanda
- Manuela de Freitas : Noémia
- Bárbara Vieira : Angélica
- Alberto Inácio : Ricardo
- Pedro Pinheiro : Firmino
- António Machado : Maurício
- João Bénard da Costa : Honório
- José Martinho : Fernando
- Alberto Branco : le docteur
- Guilhermina Pereira : la bonne